# Camponeses (Reymont)

Camponeses (em polonês/polaco:  Chłopi) é um romance escrito pelo autor polaco Prémio Nobel da Literatura Władysław Reymont tendo sido publicado em quatro partes entre 1904 e 1909. Władysław Reymont começou a escrevê-lo em 1897, mas por causa de um acidente de comboio e a problemas de saúde levou sete anos a terminá-lo. As primeiras partes da história foram publicadas no jornal intitulado Tygodnik Ilustrowany.
O romance foi traduzido em 27 línguas.

## Descrição
Cada uma das quatro partes representa uma estação do ano na vida dos camponeses - Outono (publicada em 1904), Inverno (publicada em 1904), Primavera (publicada em 1906), e Verão (publicada em 1909). Esta divisão sublinha o relacionamento da vida humana com natureza.

## Análise
Reymont decidiu escrever sobre a vida do campo por causa de acontecimentos históricos que ocorreram nas aldeias polacas no princípio do século XX. O fato do autor ter sido criado numa aldeia tem uma influência significativa no enredo do romance.
Em Camponeses, Reymont criou um retrato mais completo e sugestivo da vida do campo do que qualquer outro escritor polaco. O romance impressiona o leitor pela autenticidade da realidade material, dos costumes, do comportamento e da cultura espiritual das pessoas. É ainda mais autêntico por ter sido escrito no dialeto local de Łowicz. Não somente Reymont usou o dialeto nos diálogos, mas também na narração, criando uma espécie de língua universal dos camponeses polacos. Graças a isto, apresenta a realidade colorida da cultura “falada” das pessoas melhor do que qualquer outro autor. Fixou a ação do romance em Lipce, uma aldeia real que ele conheceu durante o seu trabalho nos caminhos de ferro próximo de Skierniewice, e restringiu a época dos eventos a dez meses no não especificado “agora” do século XIX. Não é a história que determina o ritmo da vida do campo, mas “a época não especificada” das repetições eternas..
A composição do romance surpreende o leitor com a sua simplicidade e funcionalidade estritas. Os títulos dos vários volumes sinalizam uma tetralogia num ciclo da vegetação, que regula o ritmo eterno e repetido da vida do campo. Paralelo a esse ritmo há um calendário da religião e dos costumes, também repetido. Assim balizado, Reymont criou uma comunidade do campo colorida com retratos individuais agudamente fixados. O repertório de experiência humana e a riqueza da vida espiritual, que pode ser comparado com a variedade dos livros bíblicos e dos mitos gregos, não tem nenhum objectivo doutrinal ou de exemplificação didáctica. O autor de Camponeses não acredita em doutrinas, mas antes no seu próprio conhecimento da vida, da mentalidade dos povos descritos, e do seu sentido da realidade. É fácil apontar momentos de naturalismo (por exemplo. alguns elementos eróticos) ou motivos característicos do simbolismo. É igualmente fácil provar os valores realistas do romance. Nenhuns dos “ismos”, no entanto, seriam bastantes para o descrever.

## Personagens principais
- Maciej Boryna – o homem mais rico da aldeia e o principal herói do romance.
- Antek Boryna – filho de Maciej, marido de Hanka
- Hanka Boryna – esposa de Antek e mãe de três crianças
- Jagna – uma linda rapariga de 19 anos e a principal personagem feminina.

## Principais temas e acontecimentos
- O conflito entre Antek e o seu pai relacionado com um pedaço de terra e um linda mulher – Jagna.
- Luta de Hanka para salvar o seu casamento e a família.
- A comovente história do lavrador Jakub.
- O apaixonado e tumultuoso amor entre Antek e Jagna.

## Costumes e tradições
Camponeses trata não apenas da vida quotidiana das pessoas, mas também das tradições ligadas às mais importantes festas polacas.

1. Tradições ligadas ao noivado e casamento:
- preparação para o noivado e um casamento
- decoração de um salão de baile
- o corte de cabelo da noiva (símbolo do começo de uma nova vida)
- a primeira dança num casamento é dedicada à noiva
- jogos num casamento, etc.

2. Tradições ligadas ao Natal:
- confecção de bolos, cozinhar as refeições do Natal
- venda das "broas sagradas" pelos grupos de  cantores
- jantar de Natal
- ir à igreja para a missa da meia noite

3. Tradições ligadas à Páscoa:
- ovos "a morrer"
- “Segunda feira molhada” (Śmigus-Dyngus - de manhã cedo os rapazes acordam as raparigas e entornam baldes de água sobre as suas cabeças e golpeiam as suas pernas com galhos ou ramos finos de salgueiro, vidoeiro ou de outras árvores)

4. Tradições da vida diária:
- limpeza das couves
- fiação da lã

## Adaptações para filme e televisão
A partir do romance foi realizado em 1922 um filme  dirigido por E. Modzelewski bem como em 1972 uma minissérie de televisão dirigida por Jan Rybkowski.